# Mario Barrionuevo
Mario Barrionuevo (Esmeraldas, Ecuador; 25 de mayo de 1992) es un futbolista ecuatoriano. Juega de delantero y su actual equipo [Club Deportivo Mayor Pedro Traversari]es de la segunda categoría del Ecuador.

## Clubes
| Club                  | País      | Año       |
| --------------------- | --------- | --------- |
| Deportivo Cuenca      | Ecuador   | 2010-2013 |
| River Ecuador         | Ecuador   | 2014      |
| Deportivo Quevedo     | Ecuador   | 2015      |
| Deportivo Quito       | Ecuador   | 2016      |
| Gualaceo S. C.        | Ecuador   | 2016      |
| Fuerza Amarilla       | Ecuador   | 2017-2018 |
| Técnico Universitario | Ecuador   | 2018-2019 |
| Orense                | Ecuador   | 2019      |
| Manta F. C.           | Ecuador   | 2020      |
| Gualaceo S. C.        | Ecuador   | 2021      |
| Chacaritas F. C.      | Ecuador   | 2021      |
| Búhos ULVR F. C.      | 2022-act. |           |